# Filtertheorie
De filtertheorie (of het filtermodel) van selectieve aandacht is bedacht door Donald Broadbent in 1958. In de oorspronkelijk versie stelt deze theorie dat alle prikkels uit de omgeving parallel in een soort sensorisch buffer worden verwerkt. Hierbij gaat het vooral om analyse van elementaire fysische kenmerken zoals toonhoogte, luidheid, positie in ruimte etc. Dit buffer werd ook wel het S-systeem of preattentieve stadium van verwerking genoemd. Dit vroege stadium wordt gevolgd door een meer geavanceerd stadium, het P-systeem genoemd, waartoe slechts een deel van de oorspronkelijke prikkels wordt toegelaten. Het P-systeem heeft een beperkte verwerkingscapaciteit en werkt serieel. Alleen de geselecteerde informatie dringt volgens het model tot het bewustzijn door.

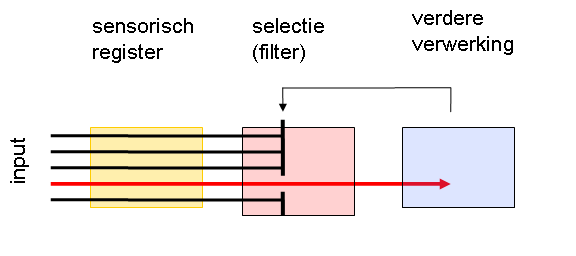
Broadbents model van vroege selectieve aandacht. Een filtermechanisme bepaalt welke informatie wordt doorgelaten (rode pijl) voor verwerking in een voortgezet hoger stadium (blauw vierkant). Het filter wordt ingesteld door terugkoppeling vanuit de hogere centra.

 De theorie van Broadbent was gebaseerd op resultaten met de zogeheten dichotische luistertaak, waarbij auditieve prikkels in hoog tempo aan beide oren werden aangeboden, en de aandacht op informatie in een oor was gericht. De filterheorie kreeg later steun van experimenten van Sperling en collega's die aantoonden dat ook in het visuele domein sprake was van een soort sensorisch buffer. Het richten van selectieve aandacht op fysische kenmerken (zoals plaats in de ruimte of toonhoogte of kleur) wordt ook wel stimulus-set (prikkelinstelling) genoemd, in tegenstelling tot het richten van aandacht op semantische kenmerken (bijvoorbeeld meisjesnamen versus jongensnamen) dat respons-set (reactie-instelling) wordt genoemd.

## Latere versies
Uit later onderzoek bleek dat soms toch informatie waarop de aandacht niet was gericht tot het bewustzijn kon doordringen. Het was alsof deze toch door het filter 'heendrukte'. Dit verschijnsel wordt ook wel 'doorbraak van het niet-verwachte' (breaktrough of the unattended) genoemd. Een alledaags voorbeeld hiervan is dat op een drukke receptie (of in café) waarbij we in een druk gesprek zijn gewikkeld, niets uit de omgeving tot ons door lijkt te dringen. Toch zal bijvoorbeeld het roepen van onze naam ineens onze aandacht kunnen trekken (in dit verband ook wel het cocktail-party-fenomeen genoemd). Dit verschijnsel leidde tot een modificatie van Broadbents oorspronkelijke filtermodel door Anne Treisman. Deze aangepaste versie van het filtermodel wordt filter-verzwakkings-model (filter-attenuation model)genoemd. Dit houdt in dat het aandachtsfilter alleen sensorische prikkels verzwakt, maar niet volledig buitensluit. Betekenisvolle informatie die in ons langetermijngeheugen is opgeslagen, kan daarbij toch de drempel passeren, en tot het bewustzijn doordringen (of de aandacht trekken).